# Philippe de Vitry
Philippe de Vitry (* 31. Oktober 1291 wohl in Vitry-en-Artois; † 9. Juni 1361 in Meaux) war ein französischer Komponist, Musiktheoretiker, Dichter und römisch-katholischer Bischof.

## Leben
Philippe de Vitry wurde laut eigener Auskunft am 31. Oktober 1291 geboren. Seine genaue Herkunft ist nicht belegt, da es in Frankreich mehrere Orte namens Vitry gibt. Nach heutigem Forschungsstand gilt aber das nahe Arras gelegene Vitry-en-Artois als der wahrscheinlichste Herkunftsort. Er studierte an der Sorbonne und war möglicherweise auch Schüler von Petrus de Cruce. Ein vorangegangener Besuch des Anfang des 14. Jahrhunderts gestifteten Collège d’Arras wird vermutet. Wahrscheinlich trat er schon früh dem Klerus bei, später war er Sekretär Karls IV. Nach dessen Tod diente er bei verschiedenen französischen Adligen, unter anderem auch am päpstlichen Hof in Avignon. Philippe de Vitry wurde 1321 für eine Pfründe in Cambrai vorgeschlagen, die er dann auch bis mindestens 1327 innehatte. Spätestens ab August 1322 besaß er außerdem eine Pfründe in der Kollegiatkirche Notre-Dame in Clermont-en-Beauvaisis. In den Folgejahren häufen sich dokumentarische Belege seines Wirkens. So hatte er ab 1327 eine Pfründe im Verduner Dom inne, spätestens 1332 wurde er Domherr in Soissons und war zusätzlich ab 1333 im Amt als Erzdiakon von Brie. Es folgten weitere Pfründen an den Kathedralen von Beauvais und Paris und an den Kollegiatkirchen in Saint-Omer, Saint-Quentin, Amiens, Vertus (Saint-Jean) und Paris (Saint-Méry). 1351 wurde er von Papst Clemens VI. zum Bischof von Meaux ernannt, wo er auch im Jahr 1361 starb.
Vitry galt als einer der führenden Intellektuellen seiner Zeit, er wurde von Petrarca verehrt und war mit Johannes de Muris befreundet, der seine musikalischen Theorien mathematisch zu untermauern versuchte. Als „klassischer“ Künstler schuf er gehaltvolle Werke in großer Form, die stets die persönliche künstlerische Handschrift ihres Urhebers tragen und nicht – wie zu dieser Zeit überwiegend noch üblich – religiöse oder gesellige Zweckschöpfungen sind. Neben Guillaume de Machaut ist er der bedeutendste französische Komponist des 14. Jahrhunderts.

## Werk
Von den vielen Schriften, die Philippe de Vitry zugeschrieben werden, stammt nur die wichtigste mit dem Titel Ars nova von 1322 (?) mit Sicherheit von ihm. Diese hatte allerdings einen sehr starken Einfluss auf die Entwicklung der Mensuralmusik und der Musiktheorie. Die Epoche der mittelalterlichen Musik im 14. Jahrhundert insbesondere in Frankreich trägt ihren Namen nach diesem Traktat.
Von seinen Kompositionen sind nur etwa 12 erhalten, darunter fünf frühe Motetten aus dem Roman de Fauvel (um 1317). Das oft zitierte Meisterwerk Tuba – In Arboris ist ein Glaubensbekenntnis mit der Gegenüberstellung von fides (lat. ‚Glaube‘) und ratio (lat. ‚Vernunft‘). In der Motette Hugo – Cum statua schreckt er nicht davor zurück, sich selbst und einen Gegner beim Namen zu nennen.